# Choňkovce
Choňkovce es un municipio del distrito de Sobrance en la región de Košice, Eslovaquia, con una población estimada a final del año 2024 de 511 habitantes.
Se encuentra ubicado al noreste de la región, en la cuenca hidrográfica del río Bodrog (afluente derecho del Tisza) y cerca de la frontera con la región de Prešov, Ucrania y Hungría.

## Demografía
| Año        | 1994 | 2004    | 2014     | 2024    |
| ---------- | ---- | ------- | -------- | ------- |
| Población  | 604  | 618     | 550      | 511     |
| Diferencia |      | +2,31 % | −11,00 % | −7,09 % |

| Año        | 2023 | 2024    |
| ---------- | ---- | ------- |
| Población  | 497  | 511     |
| Diferencia |      | +2,81 % |